# Гиго Фунакоши
Фунакоши Јошитака (јап. 船越義豪), такође називан Фунакоши Гиго (1906—1945) био је трећи син Фунакоши Гичина, оснивача шотокан каратеа и утемељивача модерног каратеа.
Иако је преминуо млад, пре него што је напунио 40. година (у пролеће 1945.) Јошитака Фунакоши имао је значајан утицај на модеран карате.
Док је његов отац био заслужан за трансформисање каратеа из просте технике за борбу у филозофски борилачки до (начин живота), Гиго је заслужан за развој, уз подршку свог оца и других важнијих мајстора, карате технике која је дефинитивно раздвојила јапански карате-до од локалне окинављанске вештине, дајући јој потпуно другачији и у исто време очигледан јапански додир.

## Промене у стилу
Док је древна вештина То-де, нагласак стављала на коришћење и развој горњих екстремитета, Гиго је створио нове ножне технике, маваши гери, јоко гери, јоко гери кекоми, јоко гери кеаге, фумикоми, ура маваши гери и уширо гери. Све оне су постале део већ великог арсенала техника древног окинављанског стила. Ножне технике су извођене са вишим положајем колена него у претходним стиловима, и нагласком на употреби кукова. Остали технички развој је обухватао окретање торза у полу окренуту позицију (ханми) у блоку и ослањању на задњу ногу и кукове при извођењу техника, а све са циљем да се напад изврши читавим телом.
Гиго је инсистирао на употреби ниских ставова и дугих напада, ланчаних техника, што га је одмах раздвојило од окинављанског каратеа. Такође је ставио нагласак на ој зуки и ђаку зуки. Тренинзи су били веома исцрпљујући, а Гиго је од својих ученика очекивао да уложе двапут више енергије него што би уложили у праву борбу, како би сигурно били спремни за конкретну ситуацију ако би се икад указала потреба.